# Ataque de cão

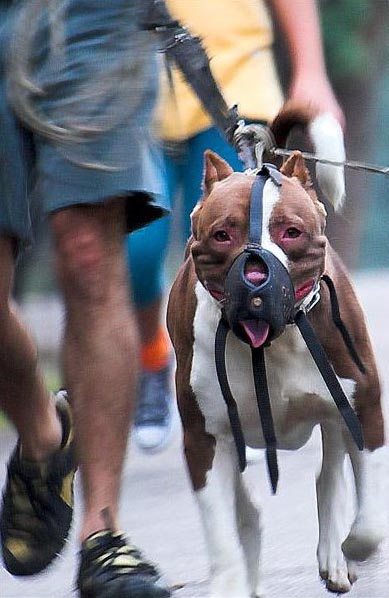
Pit bull com dispositivo que evita ataque, a focinheira.

Ataque de cães ou ataque de cachorro é o ataque geralmente através de mordidas proferido por cães aos seres humanos ou outros animais.

## Descrição
Os ataques de cachorro representam em sua grande maioria como ataques leves, como mordidas, porém em menores casos, apresentam fatalidades, tanto para o animal como para a pessoa atacada. Cerca de 50% dos ataques de cães são cometidos contra seus proprietários e dentro de suas próprias residências. Esse tipo de ataque tem recebido notória atenção desde o século 20 até os dias atuais.
Estimativas atuais consideram que 2% da população dos Estados Unidos (4,7 milhões de pessoas) são atacadas por cães todos os anos. Nos anos 80 e 90, foi constatado cerca de 17 casos com mortes por ano, enquanto que a partir de 2000, esse número subiu para 26. 77% dos cães são cães domésticos são da própria família ou de amigos, e 50% dos ataques acontecem dentro de residências.
Uma pessoa mordida por um cão é um potencial sujeito a doenças causadas pelo parvovirus ou vírus da raiva, devendo esta entrar em contato com a rede médica o mais rápido possível. Uma mordida de um animal pode causar uma série de infecções bacterianas como a osteomielite, necessitando de tratamento. No caso da transmissão da Capnocytophaga canimorsus (uma bactéria gram-negativa) causada por uma mordida pode causar sepsias em paciente sensíveis a esta bactéria.

## Como se prevenir
Primeiro, esteja ciente de que qualquer cão na rua pode ser um possível agressor. Que pode ocorrer por medo ou instinto, muitas vezes é inevitável que um cão o ataque. Uma boa opção é não incomodar um cachorro que está preso ou sem o dono por perto, pois o cão pode sentir-se vulnerável. É recomendável não correr caso o cão tenha o notado, pois isso pode ativar os instintos de caça dos canídeos. É recomendado não olhar nos olhos do cachorro e deve-se finjir que ele não existe, caso o cão comece a se aproximar de você, deve-se botar algo entre você e o cão, como uma mochila, mas caso nem isso funcione, é recomendado gritar, pois isso poderá fazer o cachorro ficar desnorteado e ir embora.

## Como tratar
O que fazer instantes depois de levar a mordida:
1 - Mordida superficial: Lave imediatamente a área afetada, use sabão para lavar bem e use água corrente, pode-se usar também desinfetantes que podem ser encontrados facilmente em farmácias. Quando sentir que a ferida está devidamente tratada, bote um curativo para prevenir a invasão de patógenos, trocando o curativo dia sim e dia não.
2 - Mordida profunda: É necessário estancar rapidamente o sangue, como aplicar pressão na área com tecido limpo, quando feito isso, lave bem a área e vá rapidamente ao hospital para receber pontos caso necessário e uma desinfectação mais profunda do que a feita em casa em mordida superfícial.

## Outras Referências
1. ↑  «Como prevenir mordida de cão». Especialista dá dicas de como evitar mordidas caninas. Consultado em 29 de janeiro de 2024. Cópia arquivada em |arquivourl= requer |arquivodata= (ajuda) 🔗
2. ↑  «Como tratar mordida de cão». Mordida de cachorro: o que fazer quando acontece?. Consultado em 29 de janeiro de 2024. Cópia arquivada em |arquivourl= requer |arquivodata= (ajuda) 🔗